# Ringou Tulkou Rimpotché
Ringou Tulkou ou Ringu Tulku tibétain : རི་མགུལ་སྤྲུལ་སྐུ་, Wylie : ri mgul sprul sku est un grand maître de l'école Kagyüpa du bouddhisme tibétain.

## Biographie
Ringou Tulkou est né le 16 juillet 1952 à Lingtsang dans le Kham (Tibet oriental). À la suite de l'invasion chinoise du Tibet, sa famille quitte le pays et se réfugie en Inde, en même temps que le 14e Dalaï lama. À l'âge de 5 ans, il est reconnu comme la réincarnation de l'abbé du monastère de Rigou par le 16e Karmapa, la plus haute autorité spirituelle de l'école Kagyupa, à laquelle appartient son monastère,. Docteur en philosophie bouddhiste, grand érudit, Ringou Tulkou a étudié sous la direction de différents maîtres appartenant aux 4 écoles du bouddhisme tibétain. Il a en outre reçu une éducation occidentale pendant plusieurs années.
Depuis 1959, Ringou Tulkou a étudié à l'Enchey School à Gangtok ; l'École des jeunes lamas à Dalhousie ; Institut Namgyal de tibétologie à Gangtok ; et Université sanscrite de Varanasi. Il est professeur de tibétologie au Sikkim pendant 17 ans. Sa thèse de doctorat portait sur le mouvement œcuménique au Tibet, publiée sous le titre « The Ri-Me Philosophy of Jamgon Kongtrul the Great » (Shambhala 2006).
Ringou Tulkou passe souvent environ six mois par an en Europe et y enseigne régulièrement dans un nombre croissant de centres appartenant à toutes les écoles du bouddhisme tibétain. En France, il enseigne régulièrement au centre Kagyu-Dzong.

## Ouvrages
- Et si vous m'expliquiez le bouddhisme ? Éditeur J'ai Lu, août 2004,  (ISBN 2290343099). Éd. Nil, 2018.